# Saguinus oedipus
Il tamarino edipo (Saguinus oedipus Linnaeus, 1758) è una piccola scimmia del Nuovo Mondo della famiglia dei Callitricidi, diffusa nelle foreste equatoriali dell'America Centrale.
In Germania l'animale è noto come Lisztaffe, traducibile come "scimmia di Liszt".

## Descrizione

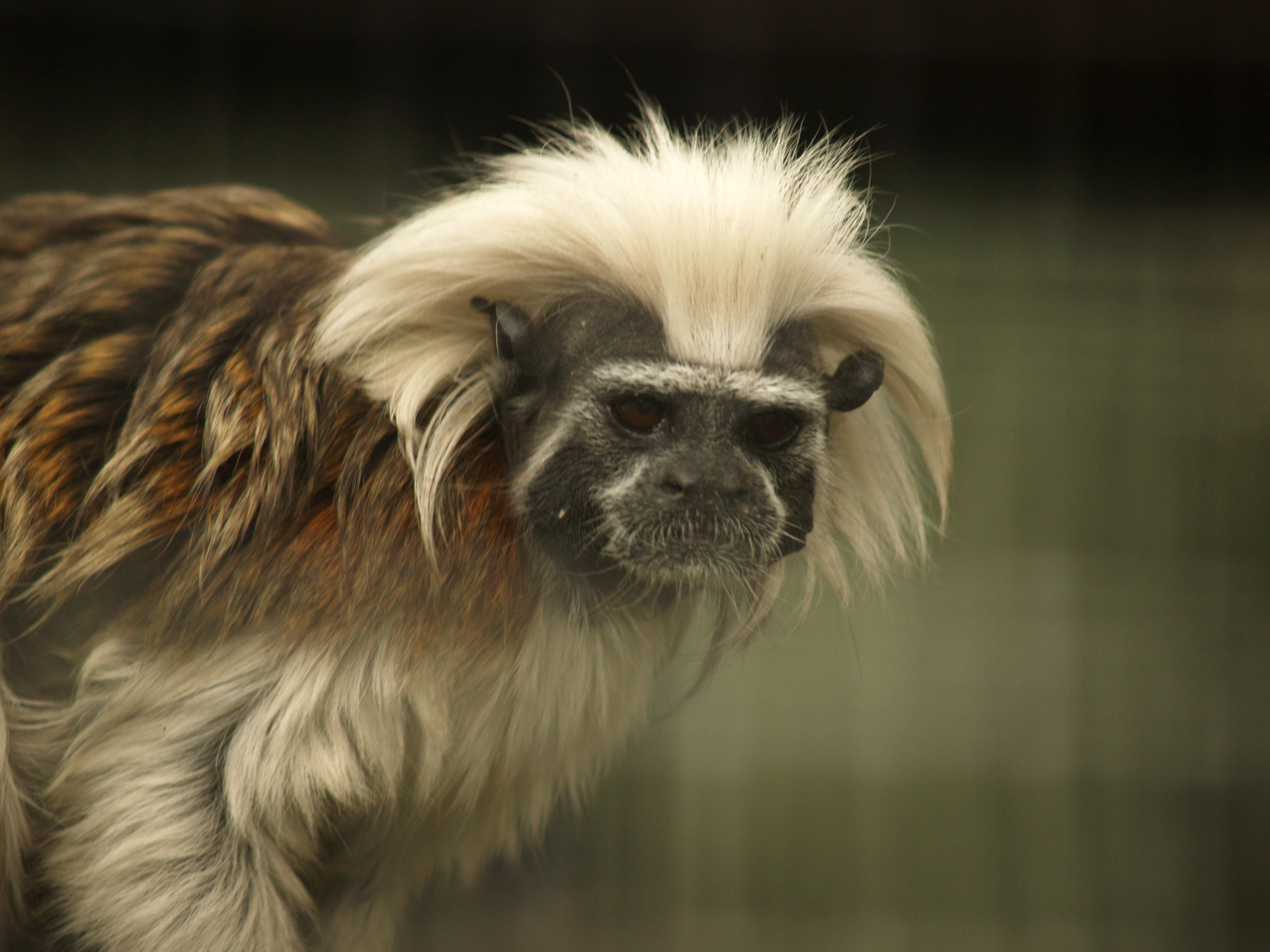

Questa specie di tamarini pesa meno di ½ kg ed è caratterizzata da una chioma bianca che va dalla fronte alla nuca proseguendo poi sulle spalle. Quando sono allarmati od eccitati, alzano i capelli sulla cima della testa e si alzano in piedi per sembrare più grossi.

## Biologia
Il tamarino edipo è una specie arborea e diurna.
Mangia frutta, insetti, gemme, piccole lucertole e nettare.
I gruppi di tamarini a chioma di cotone sono di solito composti da un numero di individui che varia da 2 a 9.

## Distribuzione
Sino agli anni '80 si pensava che il tamarino edipo vivesse dalla Costa Rica alla Colombia settentrionale. Dal 1992 lo si può trovare solo nella Colombia settentrionale.

## Conservazione
L'esportazione dell'animale per la ricerca biomedica ha portato ad una notevole diminuzione del numero di individui tra i tardi anni sessanta ed i primi anni settanta.
Secondo una recente stima la popolazione residua è ridotta a circa 6.000 individui. In base a tale dato e alla ristrettezza del suo areale la IUCN Red List classifica S. oedipus come specie a rischio critico di estinzione (critically endangered).